# ديفيد بيردو
ديفيد ألفرد بيردو الابن (بالإنجليزية: David Alfred Perdue Jr.؛ وُلد في 10 ديسمبر 1949) رجل أعمال أمريكي، وسياسي يعمل بصفته عضوًا في مجلس الشيوخ الأمريكي عن ولاية جورجيا منذ عام 2015. وهو ابن العم الأول لسوني بيردو، الحاكم السابق لجورجيا ووزير الزراعة الحالي للولايات المتحدة. أصبح بيردو كبير نواب ولاية جورجيا في مجلس الشيوخ عقب استقالة جوني إيساكسون في 31 ديسمبر 2019.
بدأت مسيرة بيردو في مجال إدارة الأعمال بعمله مستشارًا إداريًا لعقد كامل في شركة كرت سالمون. وبعدها عُين نائبًا لرئيس شركة سارا لي، ونائب رئيس المهمات في شركة هاجار للملابس، والرئيس التنفيذي لشركة ريبوك للأحذية. وبعدها عمل لفترة قصيرة لدى شركة بيلوتكس، ثم أصبح الرئيس التنفيذي لشركة دولار جنرال. وبعدها عمل بصفته كبير المستشارين في شركة كجرات للكيماويات الثقيلة المحدودة. وفي عام 2010، عُين بيردو للعمل في الهيئة العامة لموانئ جورجيا. وفي عام 2011، أسس بيردو شركة بيردو بارتنرز بالشراكة مع سوني بيردو، وهي شركة تجارة عالمية متمركزة في مدينة أتلانتا.
رشح بيردو نفسه لعضوية مجلس الشيوخ الأمريكي في عام 2014. وعقب فوزه في انتخابات الحزب الجمهوري التمهيدية، هزم بيردو خصمه مرشح الحزب الديمقراطي ميشيل نان في الانتخابات العامة. ويخطط بيردو لإعادة الترشح من جديد في انتخابات الكونغرس الأمريكي لعام 2020.

## بداية حياته وتعليمه وعائلته
وُلد ديفيد بيردو في ماكون، جورجيا، لديفيد ألفريد بيردو الأب وجيرفيه وين، وكلاهما يعمل مدرسًا. كان ديفيد بيردو الأب المشرف الديمقراطي المُنتخب على مدارس مقاطعة هوستون، جورجيا، لعقدين من الزمن (1960–1980) حيث أشرف على عملية إلغاء الفصل العنصري في المدارس في فترة ولايته.
نشأ بيردو في وارنر روبنز، جورجيا، وتخرج في مدرسة نورثسايد الثانوية في عام 1968. ترك بيردو وارنر روبنز حتى يلتحق بأكاديمية القوات الجوية الأمريكية في 23 يونيو 1968 بعد تلقيه موعدًا من عضو الكونغرس جاك برينكلي.
لم يكمل بيردو تعليمه في أكاديمية القوات الجوية، بل إنه التحق بمعهد جورجيا التقني حيث نال درجة البكالريوس في الهندسة الصناعية (1972) ودرجة الماجستير في أبحاث المهمات (1975).
تزوج بيردو من بوني دون في أغسطس 1972، وعاش الزوجان في سي آيلاند، جورجيا، وأنجبا طفلة ماتت في مهدها، وولدين: ديفيد بيردو الثالث وبلاك بيردو، وأنجب أولادهما ثلاثة أحفاد. ديفيد بيردو هو ابن العم الأول لحاكم جورجيا السابق ووزير الزراعة الحالي للولايات المتحدة سوني بيردو.

## مسيرته المهنية
بدأ بيردو مسيرته المهنية بالعمل لدى شركة كرت سالمون (شركة استشارات عالمية) اثنتا عشرة سنة بصفته مستشارًا إداريًا. وظل يعمل ويترقى في المناصب حتى أصبح نائب رئيس شركة سارا لي في عام 1992. وتبع ذلك فترة قصيرة عمل فيها لدى شركة هاجار للملابس بصفته نائب رئيس المهمات في عام 1994.
وفي عام 1998، انضم بيردو للعمل في ريبوك للأحذية بصفته نائب رئيس الشركة حتى أصبح الرئيس التنفيذي لها. ترك بيردو الشركة بعد استحواذ شركة أديداس عليها. ويُنسب إليه الفضل في تقليص حجم ديون الشركة وإعادة إحياء خط إنتاج الأحذية الرياضية. عقد بيردو عقدًا مع الدوري الوطني لكرة القدم الأمريكية، ووصفه أحد مديري شركة ريبوك السابقين بأنه «حدث ثوري في تاريخ الشركة» لدوره في تصحيح مسار علامة ريبوك التجارية.
لاحقًا، أصبح بيردو الرئيس التنفيذي لشركة بيلوتكس للأنسجة الواقعة في كارولينا الشمالية. استلم بيردو إدارة تلك الشركة التي عاودت ظهورها بعد الإفلاس بمديونية كبيرة وعجز كبير في تسديد المعاشات. عجز بيردو عن إقناع المستثمرين بالمساهمة بالمزيد من الأموال، وأخفق كذلك في العثور على مشتري مستعد لشراء الشركة. ترك بيردو الشركة في عام 2003 بعد عمله فيها لمدة تسعة أشهر ونال منها 1.7 مليون دولار من التعويضات. أغلقت بيلوتكس أبوابها بعد عدة أشهر تاركةً 7,650 عامل بلا عمل من جميع أنحاء البلد. أدى إغلاق بيلوتكس إلى فقدان أكبر عدد من الوظائف في يوم واحد في تاريخ كارولينا الشمالية.